# Rotting

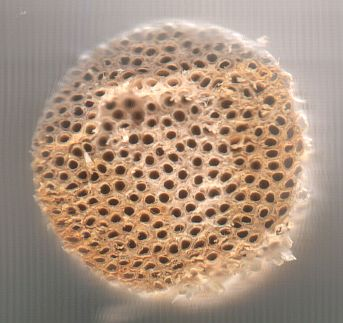
Tvärsnitt av rotting i förstoring.

Stol med sits och rygg av flätad rotting.

Rotting är ett naturmaterial som används bland annat vid tillverkning av möbler, lampor och korgar. Rotting framställs av den slingriga stammen från vissa palmarter i rottingpalmssläktet (Calamus),  främst indisk rotting (Calamus rotang). Samtliga är lianer med endast ett par cm tjock stam som  kan bli ända till 150  m lång.
Rottingen har historiskt även använts som tillhygge vid kroppslig bestraffning, bland annat i skolan. Där syftade rottingen på en käpp av rotting som användes till att aga eleverna.

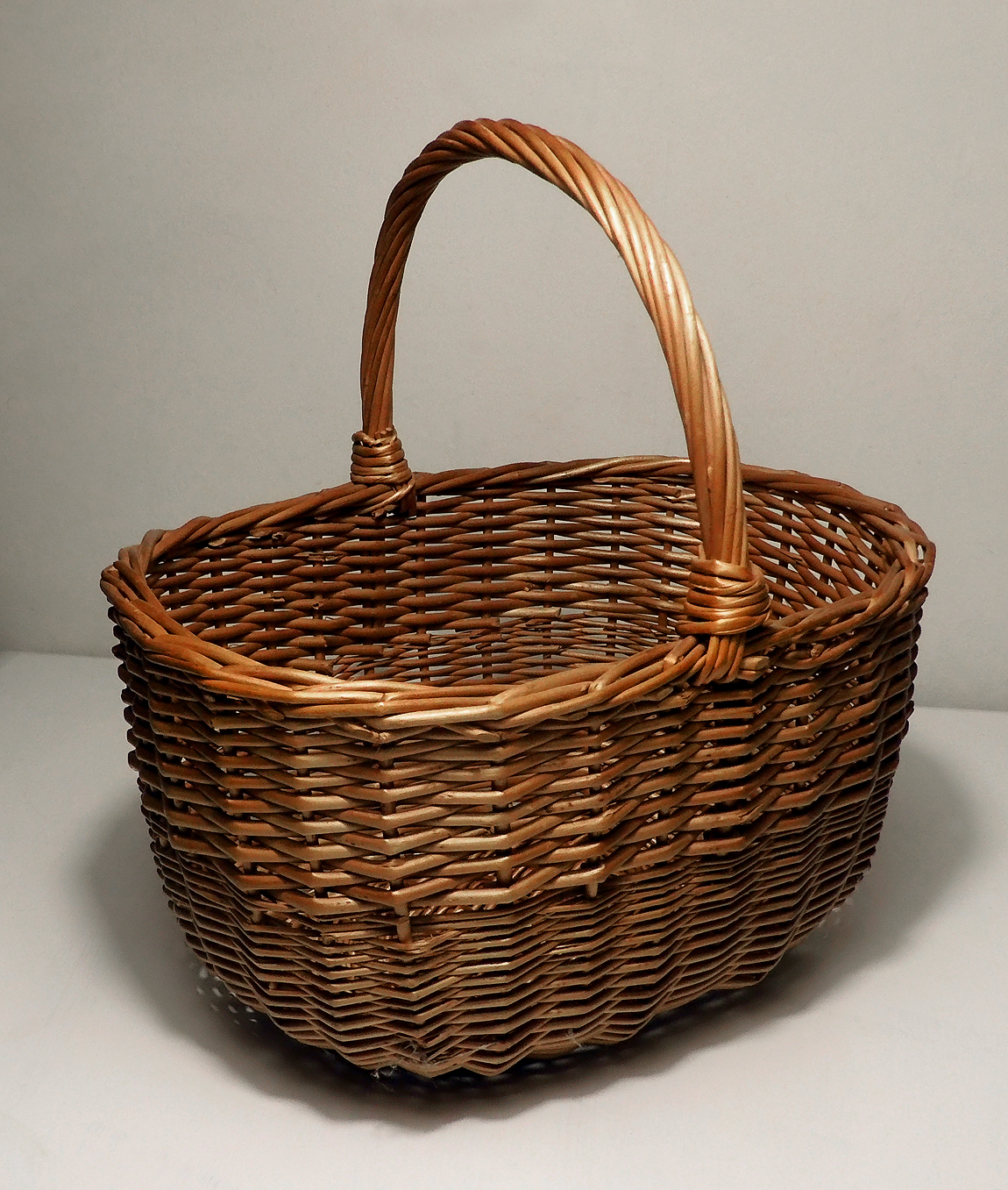
En korg flätad i rotting.